# Армандо Купер
Армандо Купер (ісп. Armando Cooper; нар. 26 листопада 1987, Колон) — панамський футболіст, півзахисник клубу «Арабе Унідо» та національної збірної Панами.

## Клубна кар'єра
У дорослому футболі дебютував 2006 року виступами за команду «Арабе Унідо», в якій провів п'ять сезонів, взявши участь у 115 матчах чемпіонату. Більшість часу, проведеного у складі «Арабе Унідо», був основним гравцем команди і за цей час виграти чемпіонат Панами.
У 2011 році Купер перейшов у аргентинський «Годой-Крус». 18 серпня в матчі проти «Расінга» з Авельянеди Армандо дебютував у аргентинській Прімері. Починаючи з другого сезону Купер став рідше потрапляти в основний склад.
У 2013 році для отримання ігрової практики Армандо на правах оренди перейшов у румунський «Оцелул». 7 жовтня в поєдинку проти «ЧФР Клуж» він дебютував у чемпіонаті Румунії. 18 квітня 2014 року в матчі проти «Газ Метан» Купер зробив «дубль» і забив свої перші голи за «Оцелул». Всього за сезон зіграв у 21 матчі і забив 3 голи.
Після закінчення оренди Армандо повернувся в «Годой-Крус», де у нього через півроку закінчився контракт. На початку 2015 року він підписав контракт з німецьким «Санкт-Паулі». 21 лютого в матчі проти «Мюнхен-1860» Купер дебютував у Другій Бундеслізі. Проте в подальшому закріпитись не зумів і по завершенні сезону покинув клуб.
Влітку 2015 року Купер повернувся в рідний «Арабе Унідо». Відтоді встиг відіграти за команду з Колона 18 матчів в національному чемпіонаті і ще раз виграв національний чемпіонат.

## Виступи за збірну
У 2007 році в складі молодіжної збірної Панами Купер взяв участь у молодіжному чемпіонаті світу у Канаді.
Раніше, 7 жовтня 2006 року, Купер дебютував в офіційних іграх у складі національної збірної Панами в матчі проти збірної Сальвадору. 16 січня 2011 року в матчі Центральноамериканського кубка проти збірної Нікарагуа він забив свій дебютний гол за національну команду.
У складі збірної був учасником Золотого кубка КОНКАКАФ 2015 року в США і Канаді, на якому команда здобула бронзові нагороди, та Кубка Америки 2016 року в США.
Наразі провів у формі головної команди країни 73 матчі, забивши 5 голів.

## Досягнення
- Чемпіон Панами:  2008 (Клаусура), 2009 (Апертура II), 2010 (Клаусура), 2015 (Апертура)
- Бронзовий призер Золотого кубка КОНКАКАФ: 2015